# TiiiMO

## 概要
TiiiMOは2018年に結成されたエンタメガールズグループである。メンバーはルックスとビジュアルに特化して選抜された。同年、渋谷109店頭イベントスペースでデビューイベントを開催し、フジテレビの音楽情報番組「Tune」のエンディングテーマに採用される。

さらに横浜アリーナ、横浜パシフィコ（大ホール）で開催されたイベントに出演し、注目を集める。2022年6月22日UNIVERSALMUSICJAPANより2タイトル同時リリース。2023年10月より「Powerd by TV～元気ジャパン～」をスタートさせる。

メンバー交代を複数回重ね、現在は、MiMA、U-CHim、ft.ぴてぃ♡、AiNEEの4人組。2025年6月メンバーのSNS総フォロワー数は100万人を突破しており、集客はライブ配信が軸になっている。
活動形態は、歌手としてのアイドル活動を超え、バライエティ、モデル、インフルエンサーなどとしてマルチに活動するエンターテイメントグループとして、スタート時より定義され、マルチに活動をしている。また、グループでの活動の他に各個人としての活動も積極的に展開している。アイドルらしい可愛さだけでなく、アイドルらしくない、面白さやセクシーさを兼ね備えたNGなしのグループを標榜している。

ハリウッドザコショウが師匠というのも関連してか、地上波で激辛企画に挑戦したり、ボケ役なども積極的に買って出ることも多い。

新メンバーオーディションも随時行っている。

## メンバー

### MiMA
TiiMOのリーダー、メインボーカル。身長154㎝、埼玉県出身、Ｏ型。特技、テニス、腰振りダイエット。

スレンダーな容姿は20㎏のダイエットの結果である。

2018年　「MUSIC TRIBE2018バトルオーディション」ファイナル

2019年　「TOKYOGIRLSMUSICFES.2019@横浜アリーナ」

2020年　「TokyoStreetCollection@横浜パシフィコホール出演」

2021年　TOKYOMXTV「キラ×バズTV⁉」準レギュラー出演

2022年7月　読売テレビ「浜ちゃんが」出演

2022年4月～　TOKYO MXTV「シェアリーハウス」レギュラー出演中

### U-CHim
身長158㎝、大阪府出身、Ｂ型。特技はポジティブな返しトーク。AiNEEの妹。

2022年4月～　TOKYO MXTV「シェアリーハウス」レギュラー出演中

「アド街っぷ」掲載

「WILLルトーアフェスティバル」出演

小嶋真子（元AKB48）プロディース「神戸コレクション」出演

「めーかんえぽっくカジュアルきもの準グランプリ・ファッションショー」出演

さがの館モデル

2021年　「JALダイナミックパッケージ公式アンバサダー」就任

ガールズミーティング出演

SHOWROOM2021トップランカー「アンペルマン」初代アンバサダー

初代SHOWROOMアンバサダー

GRLモデル

RSK山陽放送 「発掘！愛しのエジソン ワット驚く大発明！」出演

千葉テレビ「シャキット！」出演

BSラジオ「かまいたちのヘイ！タクシー！」出演

### ft.ぴてぃ♡
TiiiMOの初代リーダー、ラップ担当。身長150㎝、A型。特技は（HIP HOP）、円周率50桁暗唱、早口言葉、ヘアアレンジなど。教員免許を持つ知性派キャラ。
2022年7月〜　ラジオ大阪（ニッポン放送系列）、ミクチャにて、太田プロダクション所属芸人、アイデンティティとの冠番組「アイデンティーモ」スタート

2022年4月〜　TOKYO MXTV「シェアリーハウス」レギュラー出演・ナレーション担当

2021年12月〜　「オールナイトニッポン0(ZERO)ミクチャ年末SP」出演

2018年　声優「DUEL!」源たんぽぽ役（スクウェア・エニックス）2021年〜2022年テレビ「キラ×パズTV⁉」ナレーション担当（TOKYO MXTV）

2016年〜2017年　　BSフジ「テリー伊藤の今夜も傾奇流！」レギュラー出演

2014年　　舞台「BLAZBLUE」レイチェルアルカード役（天王洲銀河劇場）

2013年　　ドラマ「お助け屋☆陳八」メイド役（日本テレビ系）

2012年　　映画「劇場版 ほんとうにあった怖い話 プレミアム」本人役

### AiNEE
身長158㎝、血液型秘密。特技6か国語を話す。TiiiMOの中で一番新人（2025年6月）。U-CHimの姉

## ディスコグラフィー
Perfume…love

119X

T-Attraction!

You are Me…

Easy-Peasy!

魔法のホウキ

R .e.d Soldier!

ゴールデンティーマー

Winter Love

Let’s Rock

ナツノマボロシ

アメのXmas

キミのために

MY FAN

ONE DREAM

MOON LIT°

OF LOVER

桜SIGNAL